# Friville-Escarbotin
Friville-Escarbotin település Franciaországban, Somme megyében. Lakosainak száma 4394 fő (2022. január 1.). Friville-Escarbotin Vaudricourt, Woincourt, Yzengremer, Bourseville, Fressenneville, Nibas, Saint-Blimont és Tully községekkel határos.

## Népesség
A település népességének változása:
| Lakosok száma | 4719 | 4752 | 4569 | 4501 | 4491 | 4492 | 4486 | 4394 |
|               | 2015 | 2016 | 2017 | 2018 | 2019 | 2020 | 2021 | 2022 |